# 因斯布鲁克主教座堂

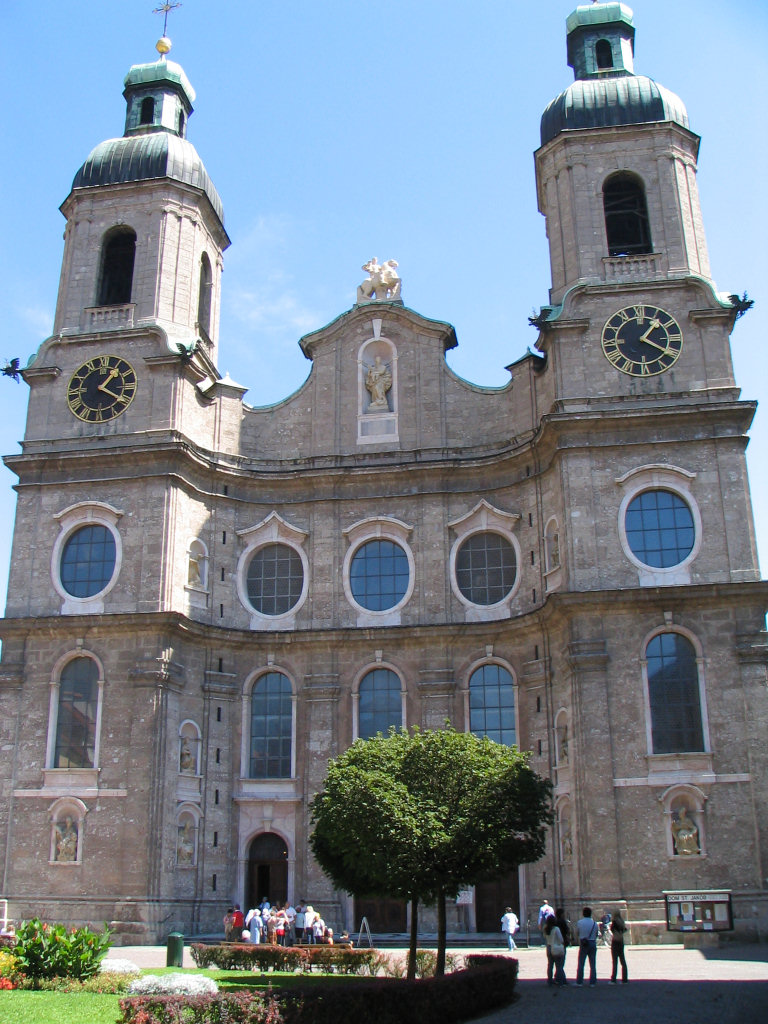
因斯布鲁克主教座堂

圣雅各伯主教座堂（Dom zu St. Jakob），即因斯布鲁克主教座堂（Innsbrucker Dom）是奥地利因斯布鲁克的罗马天主教教堂，天主教因斯布鲁克教区的主教座堂。它建于1717年和1727年间，由巴洛克建筑师约翰·格奥尔格·菲舍尔和约翰·雅各布设计。著名的祭台画是画家老卢卡斯·克拉纳赫的作品。这座教堂在1944年，第二次世界大战中受损，但后来重建。